# Милош К. Илић
Милош К. Илић (Панчево, 1987) српски је књижевник. Познат је по објављивању неколико књига под псеудонимом Ана Милош.

## Биографија
Илић је рођен 1987. године у Панчеву. Студирао је драматургију на Факултету драмских уметности у Београду. Илић је за потребе свог експеримента конструисао биографију фиктивне списатељице. Ана Милош је рођена 1992. у Београду, где и тренутно живи. Своју прву причу је објавила у Рукописима 39.
Године 2019. објавила је збирку прича Крај распуста, а потом и збирку поезије Говори град 2020. године. Збирка прича Крај распуста је 2020. године допуњена с осам нових прича и 2021. године издата под називом Крај распуста и друге приче.
Приче и песме су јој објављивани у часописима Повеља, Поља, Београдски књижевни часопис, Летопис Матице српске, СЕНТ, Домети и Рукописи 39. Објављивала је и у онлајн часописима libartes.rs, booke.hr, lupiga.com, strane.ba, eckermann.org.rs, astronaut.ba и kriticnamasa.com.
Осим под својим именом, објављивао је дела под разним псеудонимима: Ана Милош, Коста Царић, Иван Дрнчула... Имао је и псеудоним Владан Олгин под којим је објавио је само један књижевни рад - кратку причу Девојка сведочи чуду.

### Ана Милош
Ана Милош је Илићев књижевни перформанс или експеримент, којим је хтео да се поигра површнушћу „српске” „књижевне” „сцене”, као и њеним господаром — тржиштем. За потребе овог перформанса, Ану је глумило више девојака, али је лик највише развијен од стране Милошеве пријатељице Марије Милосављевић, глумице и продуцента из Панчева.
Збирка Крај распуста нашла се у ширем избору за Андрићеву награду, као и у ужем избору за награду Едо Будиша.
У новембру 2023. Илић је у својој књизи — исповести По занимању: Ана Милош у издању Платоа обелоданио је детаље перформанса, откривши да је неколико година градио каријеру измишљене књижевнице коју је за потребе његовог књижевног експеримента глумила његова пријатељица Марија Милосављевић. Милосављевић се представљала као књижевница Ана Милош, говорила за медије, примала награде и објављивала књиге. Експеримент је морао престати када је, 2020. године, издавач Књижевна радионица Рашић тражио личне детаље списатељице.

## Награде
- „Миодраг Борисављевић” (2016, као Ана Милош)

- „Ђура Ђуканов” (2019, као Ана Милош)

- „Едо Будиша” (2020, као Милош К. Илић)[1]

- „Штефица Цвек” (2022, као Ана Милош, за роман Крај распуста и друге приче)

## Дела
Илић је објављивао дела под више имена.
Једном приликом је објавио исту причу, под два псеудонима, Ана Милош (као Звезда дана) и Гордана Дивјак (као Звезда дом).

### КаоМилош К. Илић
- Приче о пиву (2008)
- Уморни као пси (2017)
- Деца недођина (2022)
- Мачка је мачка је мачка је мачка (приређивач антологије) (2023)
- По занимању : Ана Милош (2023)
- Књига штампана у нула примерака (2024)

### КаоАна Милош
- Говори град (2014)
- Крај распуста (2019)
- Крај распуста и друге приче (2021)

### КаоКоста Царић
- Човек без масе (2017)[9]